# Carmen Marton
Carmen Marton (Melbourne, 30 de juny de 1986) és una esportista australiana que va competir en taekwondo, guanyadora de dues medalles en el Campionat Mundial de Taekwondo, or en 2013 i bronze en 2005.

## Palmarès internacional
| Campionat Mundial | Campionat Mundial | Campionat Mundial | Campionat Mundial |
| Any               | Lloc              | Medalla           | Categoria         |
| ----------------- | ----------------- | ----------------- | ----------------- |
| 2005              | Madrid ( Espanya) | 3                 | –63 kg            |
| 2013              | Puebla ( Mèxic)   | 1                 | –62 kg            |